# La poursuite dura sept jours
Pour plus de détails, voir Fiche technique et Distribution.
La poursuite dura sept jours (titre original : The Command) est un film américain réalisé par David Butler sorti en 1954. Il s'agit du premier western tourné par la Warner en CinemaScope.

## Synopsis
Un escadron de cavalerie a été attaqué par les Indiens. Son capitaine, sur le point de mourir, charge le médecin militaire Robert MacClaw du commandement. Il n'a pas d'expérience militaire, les hommes lui font peu confiance. Afin de ménager l'esprit de corps de ses hommes, MacClaw décide de porter les insignes du capitaine tandis qu'ils rejoignent un détachement d'infanterie. Le colonel Janeway, très souffrant, demande aux cavaliers d'escorter un convoi de civils et d'accompagner l'infanterie composée de jeunes soldats.
L'un des enfants du convoi est malade. MacClaw soupçonne la variole. Pendant 7 jours les Indiens menacent le convoi. Devinant une ultime attaque, MacClaw imagine une ruse pour sauver les civils : ils partent à pied vers un col pendant la nuit, alors que lui et ses cavaliers se dissimulent dans les chariots et attendent les Indiens qu'ils parviennent à repousser à plusieurs reprises. Arrivés au col, ils sont couverts par l'infanterie.
MacClaw constate que les Indiens n'attaqueront plus : ils sont contaminés.

## Fiche technique
- Titre : La poursuite dura sept jours
- Titre original : The Command
- Réalisation : David Butler
- Scénario : Russell Hughes, Samuel Fuller d'après le roman Rear Guard de James Warner Bellah
- Photographie : Wilfrid M. Cline
- Photographie additionnelle : J. Peverell Marley
- Montage : Irene Morra
- Musique : Dimitri Tiomkin
- Costumes : Moss Mabry
- Producteur : David Weisbart
- Société de production : Warner Bros.
- Société de distribution : Warner Bros. (États-Unis)
- Pays de production :  États-Unis
- Genre : Romance et western
- Durée : 94 minutes
- Dates de sortie : 
  - États-Unis : 13 février 1954
  - France : 4 juin 1954

## Distribution
- Guy Madison  (V.F : Roger Rudel) : le capitaine Robert MacClaw
- Joan Weldon  (V.F : Claire Guibert) : Martha Cutting
- James Whitmore  (V.F : Jean Clarieux) : le sergent Elliott
- Harvey Lembeck  (V.F : Serge Sauvion) : Gottschalk
- Carl Benton Reid  (V.F : Pierre Morin) : le colonel Janeway
- Ray Teal  (V.F : Claude Peran) : le docteur Trent
- Robert Nichols  (V.F : Robert Dalban) : le lieutenant O'Hirons (crédité Bob Nichols)
- Don Shelton  (V.F : Raymond Loyer) : le commandant Gibbs
- Gregg Barton (en) (V.F : Jean-Henri Chambois) : le capitaine Forsythe
- Zacharias Yaconelli : Mr Pellegrini
- Renata Vanni : Mrs Pellegrini
- Joseph Costarella : Giacomo, le fils des Pellegrini
- Jim Bannon : un soldat d'infanterie